# Jean Martin-Demézil
Jean Martin-Demézil, né le 28 novembre 1913 à Paris et mort le 26 octobre 2002 à Saint-Aignan-sur-Cher (Loir-et-Cher), est un historien français.

## Biographie
Ancien élève de l'École nationale des chartes, il obtient le diplôme d'archiviste paléographe en 1941 grâce à une thèse intitulée Les forêts du comté de Blois jusqu'à la fin du XVe siècle. Il devient archiviste en chef des archives départementales de Loir-et-Cher (1941-1978).
Il est l'auteur d'études de référence sur le château de Chambord et sur le patrimoine de son département.
Il est inhumé au cimetière familial de Montrieux-en-Sologne (Loir-et-Cher).

## Décorations
- Commandeur de l'ordre des Arts et des Lettres (22 novembre 1984)[4]
- Officier de l'ordre national du Mérite
- Chevalier de la Légion d'honneur (1961)

## Publications

### Ouvrages
- Trésor du Val de Loire, Arthaud, première édition (revue et augmentée en 1976), 1967.
- Préface et chapitre Art et Histoire, Touraine Orléanais. Ed. Christine Bonneton, collection Encyclopédie régionale, 1980.
- Pontlevoy, Nouvelles éditions latines, 1980.
- Le Château de Chambord, Congrès archéologique de France 189e session, 1986, p. 115.
- Plusieurs notices dans Architectures en région Centre, de J.-M. Pérouse de Montclos, 1988.